# Andrea Bernasconi
Andrea Bernasconi (1706? Marseille – 24. ledna 1784 Mnichov) byl italský hudební skladatel.

## Život
Patrně se narodil v Marseille jako syn francouzského důstojníka italského původu, který se po skončení vojenské služby usadil v Parmě. O jeho hudebnim vzdělání a mladých skladatelských letech není mnoho zpráv. První informace pocházejí z libret k operám uváděným na scénu v letech 1737–1774. Od roku 1744 do roku 1753 byl kapelníkem v Ospedale della Pietà v Benátkách. V roce 1747 se oženil s Marií Josefou Wageleovou (1722–1762), vdovou po komorníkovi württemberského vévody. Ta již měla dceru Antonii. Bernansconi převzal její hudební výchovu a pomohl jí v počátcích kariéry operní pěvkyně.
Dne 1. srpna 1753 byl jmenován zástupcem kapelníka na dvoře bavorského kurfiřta Maxmiliána III. Působil také jako učitel hudby kurfiřta i jeho manželky Marie Anny Saské. Po smrti skladatele Giovanniho Porty postoupil na místo kapelníka. V Mnichově žil až do své smrti v roce 1784.

## Dílo

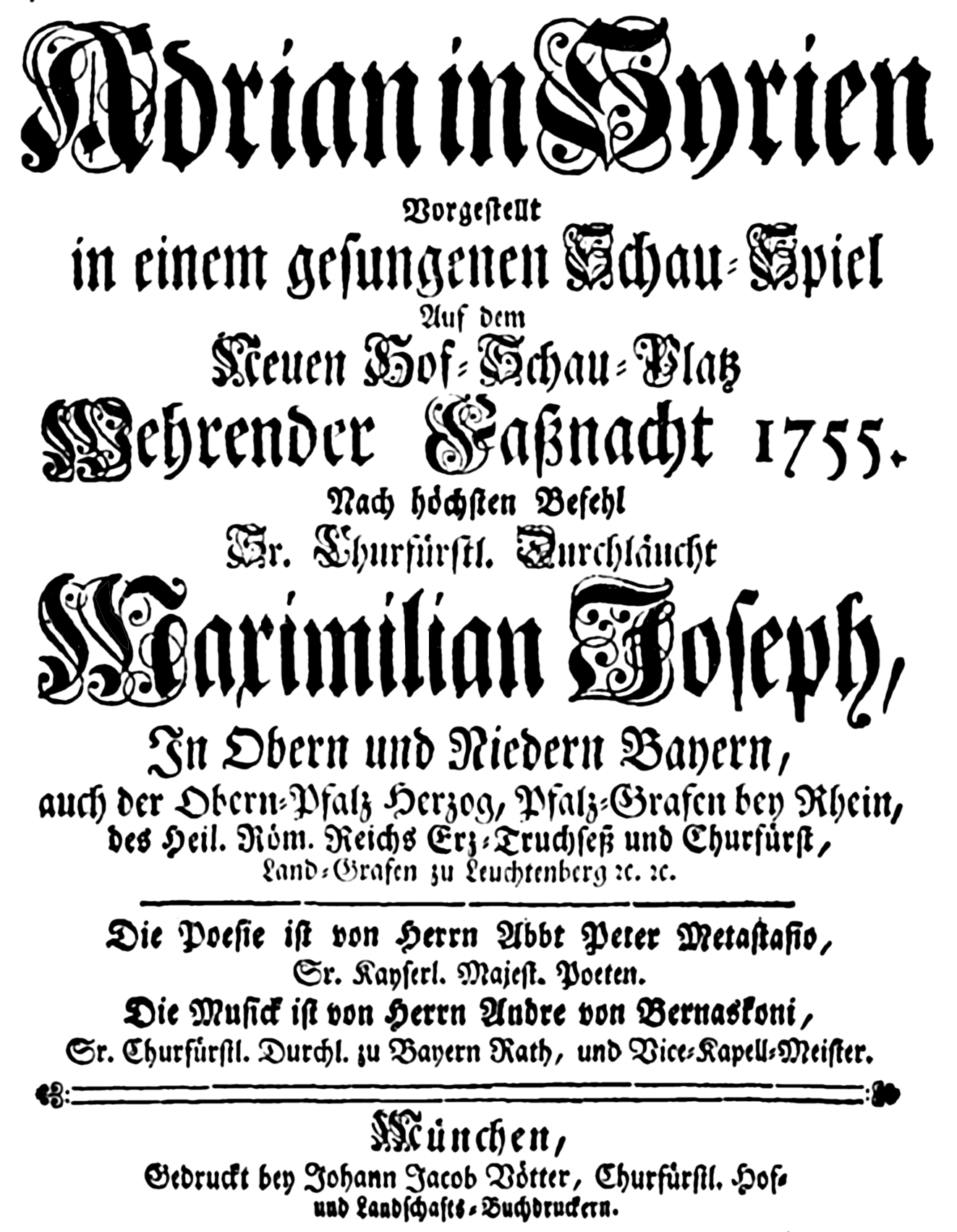
Titulní strana libreta opery Adriano in Siria, Mnichov, 1755

### Opery
Pokud není uvedeno jinak, je autorem libret Pietro Metastasio.
- Flavio Anicio Olibrio (libreto Apostolo Zeno a Pietro Pariati, 1737 Vídeň)
- Alessandro severo (libreto Apostolo Zeno), 1738 Benátky)
- Temistocle (1740 Padova
- Demofoonte (1741 Řím)
- Endimione serenata (1742 Benátky)
- Il Bajazet (libreto Agostino Piovene podle Jeana Racina, 1742 Benátky)
- La ninfa Apollo, scherzo comico pastorale (libreto Francesco de Lemene, 1743 Benátky)
- Germanico (libreto Niccolò Coluzzi, 1744 Turín)
- Antigono (1745 Benátky)
- Artaserse (1746 Vídeň)
- Ezio (1749 Schönbrunn)
- Didone abbandonata (1751 Benátky)
- L'huomo, festa teatrale (libreto Vilemína Pruská, 1754 Bayreuth)
- Adriano in Siria (1755 Mnichov)
- Scipione dormendo pastorale (1755 Nymphenburg)
- Il trionfo della costanza (libreto Paolo Honory podle Metastasiova Il sogno di Scipione, 1756 Nymphenburg)
- Agelmondo (1760 Mnichov)
- Olimpiade (1764 Mnichov)
- Semiramide riconosciuta (1765 Mnichov)
- La clemenza di Tito (1768 Mnichov)
- Demetrio (1772 Mnichov)

### Oratoria
- La Betulia liberata (libreto Pietro Metastasio, 1738, Vídeň)
- Davidis lapsus et poenitentia (1744, Benátky)
- Adonia (1746, Benátky)
- Pastorum dialogium in Domine nativitate (1746, Benátky)
- Jonathas (1747, Benátky)
- Carmina canendo in virginibus Orphanodochii S. Mariae Pietate (1752, Benátky)

### Instrumentální hudba
22 symfonií
1 flétnový koncert
1 triová sonáta